# Al-Jazira-Mohammed-Bin-Zayed-Stadion
Das al-Jazira-Mohammed-Bin-Zayed-Stadion (arabisch ستاد محمد بن زايد) ist ein Fußballstadion im Osten von Abu Dhabi, Hauptstadt des gleichnamigen Emirats der Vereinigten Arabischen Emiraten. Es ist seit 1980 die Heimspielstätte des Fußballvereins al-Jazira Club. Es trägt den Namen des Kronprinzen Muhammad bin Zayid Al Nahyan.

## Geschichte
Ursprünglich fasste die Anlage 15.000 Zuschauer. Ab 2006 wurde es in zwei Bauabschnitten ausgebaut. Nach dem ersten Bauabschnitt bot das Stadion 24.000 Menschen Platz. Nach dem Golfpokal 2007 begann der zweite Bauabschnitt. Die endgültige Fertigstellung war 2009. Die neue Fußballarena war einer der zwei Austragungsorte für die FIFA-Klub-Weltmeisterschaft 2009. Die Umbauten wurden von AFL Architects entworfen und kosteten 59 Mio. US-Dollar. Seit der Fertigstellung hat es eine Kapazität von 42.056 Plätzen und ist eines der modernsten Fußballstadien im arabischen Raum. Gebaut wurde es nach dem Vorbild englischer Fußballstadien, bei denen sich die Zuschauer sehr nah am Spielfeldrand befinden. In zwei Ecken des Stadions wurden dabei zwei Bürotürme integriert. In einem der beiden Türme wird sich später ein Hotel befinden. Im zweiten Turm entstanden Büroräume, in denen auch der Verein seine Zentrale hat.